# 大花艾納香
大花艾納香（学名：Blumea conspicua），又名藤艾納香，为菊科艾納香屬下的一个种。

## 扩展阅读
- 維基物種上的相關：大花艾納香